# Хайфа (аеропорт)
Міжнародний аеропорт Хайфа (івр. נְמַל הַתְּעוּפָה חֵיפָה, Намаль ха-теуфа Хайфа; араб. مطار حيفا, ІКАО:LLHA, ІАТА:HFA) також відомий як аеропорт імені Урі Міхаелі — невеликий міжнародний аеропорт, що розташований в Хайфі, Ізраїль. Він розташований на північному сході міста, недалеко від порту Кішон та Корабелень Ізраїлю. Використовується аеропорт головним чином з цивільною метою, і лише трохи військовими. Більшість пасажирських перевезень зводиться до місцевих: в Тель-Авів (Аеропорт ім. Бен-Гуріона), в Ейлат. Міжнародні рейси переважно ближньомагістральні: на Кіпр, Туреччину і в Йорданію. Аеропорт названий на честь Урі Міхаелі, одного з піонерів ізраїльської авіації. В аеропорту всього одна коротка злітно-посадкова смуга довжиною 1318 метрів з асфальтовим покриттям.

## Історія

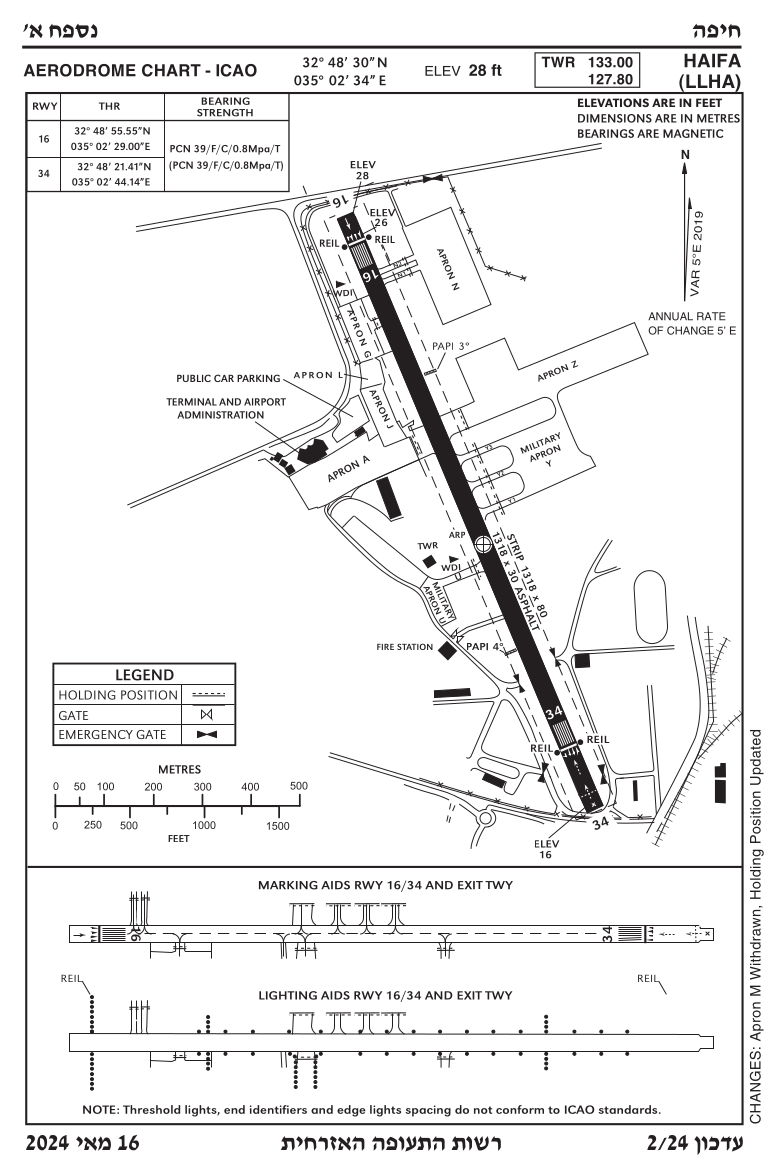
Схема аеропорту Хайфа

Аеродром був побудований урядом Британського Мандата в 1934 році і був першим міжнародним аеропортом на території сучасного Ізраїля (тоді держави ще не існувало). Він використовувався ВПС Великої Британії спільно з британсько-іракською нафтовою компанією APS.
У 1936 році були відкриті прямі регулярні рейси в міста Нікосія (Кіпр) і Бейрут (Ліван). У 1938 році почалися регулярні рейси до Європи (зокрема в Італію). У той же рік третина авіарейсів в Ізраїль здійснювали посадку на цьому аеродромі.
У 1940 році, через Другу світову війну були припинені всі цивільні рейси з Хайфи і аеродром був перетворений на авіабазу RAF Haifa (Королівські ВПС Хайфа) і використовувався ВПС Великої Британії. RAF Haifa функціонувала з 1942 по 1948 роки.
У 1948 році, після здобуття незалежності Держави Ізраїль, військова авіабаза була закрита, але невдовзі з аеродрому розпочалися цивільні перевезення.

### Після 1948 року
Аеропорт знову був відкритий для пасажирських перевезень в 1948 році, коли туди почала виконувати рейси авіакомпанія Cyprus Airways. За десять років по тому відкрилися рейси авіакомпанії Arkia Israel Airlines. Незважаючи на це, аеропорт отримав статус міжнародного аж у 1994 році. Тоді планувалося, що він буде обслуговувати рейси в пункти призначення по всій Європі. Менш ніж через рік, аеропорт був виставлений на продаж. На той час велику зацікавленість до нього проявила французька будівельна група Bouygues, а також British Aerospace.
У 1996 році з початком польотів авіакомпанії Israir, аеропорт показав зростання. Воно було додатково збільшено в 1998 році коли авіакомпанія Royal Wings відкрила рейси до Йорданії, а авіакомпанія Scorpio розпочала польоти до Єгипту. У 1998 році був відкритий новий термінал, щоб забезпечити всі послуги, необхідні в сучасному міжнародному аеропорту. У минулому існувало три злітно-посадкові смуги, з яких нині існує дві і лише одна використовується за призначенням.
У 2001 році, був перезапущений процес обговорення розширення аеропорту, коли тодішній міністр фінансів Сільван Шалом запропонував виділити 800 мільйонів шекелів, щоб модернізувати аеропорт за сучасними міжнародними стандартами.
У 2007 році вперше з 2002 року відбулося зростання числа пасажирів і руху повітряних суден зі збільшенням на 25% числа пасажирів і збільшенням на 7% руху повітряних суден в порівнянні з попереднім роком. Загалом, між піковою точкою його роботи в 1999 році і 2007 роком кількість пасажирів зменшилася на 50%. Кількість операцій знизилася з 2002 по 2007 рік на 34%.
У 2014 році був відкритий новий вхід в термінал з північного боку. У 2016 році завершені роботи з модернізації східного перону для легкомоторних літаків. У лютому 2017 року міністр транспорту Ісраель Кац ухвалив рішення дозволити відкриття магазинів безмитної торгівлі Duty Free в аеропорту з метою підвищити його привабливість для пасажирів.
У вересні 2024 року Air Haifa планує почати виконувати бюджетні рейси на придбаних нею нових літаках ATR 72 в Ейлат та довколишні міжнародні напрямки у Середземноморському басейні та його околицях.

## 21-ша авіабаза
Крім аеропорту на авіабазі розміщена також Школа технічних професій ВПС (івр. בית הספר למקצועות הטכניים, бейт ха-Сефер ле-мікцоот техніім ; скорочено ביסל"ט біслат або הטכני ха-техні) і Технологічний коледж ВПС (івр. המכללה הטכנולוגית של חיל האוויר).

## Статистика

### 1999-2004
| Рік  | Кількість пасажирів |
| ---- | ------------------- |
| 1999 | 130 571             |
| 2000 | 137 858             |
| 2001 | 120 301             |
| 2002 | 127 200             |
| 2003 | 93 385              |
| 2004 | 70 381              |

### 2005-2012
Дані з офіційного сайту аеропорту [Архівовано 30 вересня 2007 у Wayback Machine.](англ.)(англ.).
| Рік  | Внутрішні рейси | Внутрішні рейси | Міжнародні рейси | Міжнародні рейси |
| Рік  | Пасажири        | Операції        | Пасажири         | Операції         |
| ---- | --------------- | --------------- | ---------------- | ---------------- |
| 2005 | 60 804          | 12 852          | 530              | 230              |
| 2006 | 51 989          | 12 471          | 399              | 143              |
| 2007 | 64 992          | 13 337          | 559              | 194              |
| 2008 | 64 152          | 13 403          | 657              | 234              |
| 2009 | 48 549          | 8 233           | 2128             | 481              |
| 2010 | 79 492          | 12 970          | 3659             | 632              |
| 2011 | 67 933          | 11 032          | 6311             | 1035             |
| 2012 | 66 750          | 10 090          | 11 283           | 1947             |

## Авіалінії і напрямки
| Авіакомпанія    | Пункт призначення                                     |
| --------------- | ----------------------------------------------------- |
| Israir Airlines | Ейлат, Ларнака Сезонні: Родос Сезонні чартерні: Пафос |